# 珊·貝莉
珊曼莎·弗羅倫斯·「珊」·貝莉（英語：Samantha Florence "Sam" Bailey，1977年6月29日—）英國歌手，以贏得2013年第十季的比賽而廣為人知。

## 早年生活
貝莉出生在倫敦Bexley，父母分別是羅尼（Ronnie，1950–2008）和賈姬·貝莉（Jackie Bailey）。她有兩個兄弟，查理（Charlie）和丹尼（Danny）。羅尼在2008年因口腔癌而逝世。

## 音樂事業

### 早期事業
1996年，18歲的貝莉和好友茱莉·納尼（Julie Nunney）組成雙人團體，灌錄斯卡風格的，由的貝斯手克萊德·華德（Clyde Ward）製作。

## 個人生活
貝莉現在與丈夫克雷格·皮爾森（Craig Pearson）和三個孩子湯米（Tommy）、布魯克（Brooke）和麥莉（Miley）以及史賓格犬茉莉（Molly）住在萊斯特。貝莉與皮爾森相遇於2002年，並於2003年1月29日在拉斯維加斯結婚。
貝莉是家鄉球隊莱斯特城的球迷。

## 音樂作品

### 專輯
| 名稱          | 專輯資料                                                    | 最高排位 | 最高排位 | 最高排位 | 銷量            | 認證   |
| 名稱          | 專輯資料                                                    | [ 8 ]    | [ 9 ]    | [ 10 ]   | 銷量            | 認證   |
| ------------- | ----------------------------------------------------------- | -------- | -------- | -------- | --------------- | ------ |
| 愛的力量 （） | - 發行：2014年3月24日 - 唱片公司：、 - 形式：、數位音樂下載 | 1        | 2        | 1        | - 英國：165,711 | - ：金 |

## 外部連結
- （英文）官方網站 （页面存档备份，存于）